# Perry Saturn
Perry Anthony Satullo (født d. 25. oktober 1966) er en amerikansk fribryder, bedst kendt som Perry Saturn. 